# 南條竹則
南條 竹則（なんじょう たけのり、1958年11月11日 - ）は、日本の作家、翻訳家、英文学者。

## 人物・来歴
東京都中央区日本橋本石町生まれで、原宿・浅草千束で育つ。曾祖父は辰野安五郎という千葉県会議員で、裕福な家で女中に育てられた。開成中学校・高等学校を経て、東京大学文学部西洋史学科卒、同大学院英語英文学修士課程修了。
早稲田大学に在学中だった東雅夫・石堂藍らが創刊した「幻想文学会」や雑誌「季刊 幻想文学」に、南條も在学中から参加、英国小説の翻訳や並木 二郎の名で評論を行い、倉阪鬼一郎らとも知り合う。
1993年、『酒仙』で第5回日本ファンタジーノベル大賞優秀賞を受賞。以後、中国文学に取材した作品も含め幻想小説を多数発表している。温泉逗留、海外旅行を趣味としており、特に中国の食文化への関心が深い。電気通信大学助教授だったが、作家、評論、翻訳に専念するため退職。

## 著書
- 『酒仙』（新潮社） 1993、のち新潮文庫 1996
- 『満漢全席 - 中華料理小説』（集英社） 1995、のち集英社文庫 1998
- 『虚空の花』（筑摩書房） 1995
- 『遊仙譜』（新潮社） 1996
- 『セレス』（講談社） 1999
- 『恐怖の黄金時代 - 英国怪奇小説の巨匠たち』（集英社新書） 2000、のち増補改題『怪奇三昧 英国恐怖小説の世界』（小学館クリエイティブ） 2013
- 『ドリトル先生の英国』（文春新書） 2000
- 『蛇女の伝説 - 「白蛇伝」を追って東へ西へ』（平凡社新書） 2000
- 『あくび猫』（文藝春秋） 2000
- 『猫城』（東京書籍） 2001
- 『幻想秘湯巡り』（同朋舎） 2001、のちKindle版（惑星と口笛ブックス） 2017
- 『寿宴』（講談社） 2002
- 『中華満喫』（新潮選書） 2002
- 『魔法探偵』（集英社） 2004
- 『悪魔聖誕 デビルマンの悪魔学』（ジャイブ） 2004
- 『中華文人食物語』（集英社新書） 2005。新編・中公文庫 2024.6
- 『りえちゃんとマーおじさん』（ソニーマガジンズ） 2006
- 『鬼仙』（中央公論新社） 2006
- 『悲恋の詩人ダウスン』（集英社新書） 2008
- 『美人料理』（中央公論新社） 2008
- 『飽食終日宴会奇譚』（日本経済新聞出版社） 2009
- 『中華美味紀行』（新潮新書） 2009
- 『「悪魔学」入門 - 「デビルマン」を解剖する』（講談社） 2010
- 『人生はうしろ向きに』（集英社新書） 2011
- 『ドリトル先生の世界』（国書刊行会） 2011
- 『泥鰌地獄と龍虎鳳 中華料理秘話』（ちくま文庫） 2013 - 文庫オリジナル
- 『吾輩は猫画家である ルイス・ウェイン伝』（集英社新書ヴィジュアル版） 2015
- 『英語とは何か』（集英社インターナショナル新書） 2018
- 『ゴーストリイ・フォークロア　17世紀～20世紀初頭の英国怪異譚』（KADOKAWA） 2020
- 『酒と酒場の博物誌』（春陽堂書店） 2020
- 『花ちゃんのサラダ 昭和の思い出日記』（集英社新書） 2020

## 翻訳
- 『肉体と死と悪魔 ロマンティック・アゴニー』（マリオ・プラーツ、国書刊行会） 1986、新版 2000 - 訳者の一人
- 『泰西少年愛読本』（須永朝彦編、新書館） 1989 - 作品の共訳
- 『怪談の悦び』（H・R・ウェイクフィールド他、創元推理文庫） 1992
- 『妖魔の宴 フランケンシュタイン編 1』（ブライアン・オールディス他、竹書房文庫） 1992
- 『倫敦幽霊紳士録』（J・A・ブルックス、松村伸一共訳、リブロポート） 1993
- 『ドラマとしてのオペラ 名作オペラを検証する』（ジョーゼフ・カーマン、音楽之友社） 1994
- 『飲食男女』（アン・リー、監訳、新潮社） 1995
- 『怪しげな遺産』（メアリー・ウェズレー、集英社） 1995
- 『幽霊船』（リチャード・ミドルトン、国書刊行会） 1997
- 『アイス・ストーム』（リック・ムーディ、坂本あおい共訳、新潮文庫） 1998
- 『淑やかな悪夢 英米女流怪談集』（シンシア・アスキス他、倉阪鬼一郎, 西崎憲共編訳、東京創元社） 2000、のち創元推理文庫 2006
- 『マイセン 秘法に憑かれた男たち』（ジャネット・グリーソン、集英社） 2000
- 『ねじの回転 心霊小説傑作選』（ヘンリー・ジェイムズ、坂本あおい共訳、創元推理文庫） 2005
- 『イギリス恐怖小説傑作選』（編訳、ちくま文庫） 2005
- 『星々の生まれるところ』（マイケル・カニンガム、集英社） 2006
- 『アーネスト・ダウスン作品集』（岩波文庫） 2007
- 『天使の美酒 / 消えちゃった』（A・E・コッパード、光文社古典新訳文庫） 2009
- 『盗まれた細菌 / 初めての飛行機』（ウェルズ、光文社古典新訳文庫） 2010
- 『黒死荘の殺人』（カーター・ディクスン、高沢治共訳、創元推理文庫） 2012
- 『屋根の上の魚 リチャード・ミドルトン作品集』（盛林堂ミステリアス文庫） 2013
- 『不思議屋 / ダイヤモンドのレンズ』（フラン・オブライエン、光文社古典新訳文庫） 2014
- 『南方熊楠英文論考 〈ノーツアンドクエリーズ〉誌篇』（飯倉照平監修、松居竜五, 田村義也, 志村真幸, 中西須美, 前島志保共訳、集英社） 2014 - 訳者で参加
- 『胸の火は消えず』（メイ・シンクレア、編訳、共訳、創元推理文庫） 2014
- 『完訳 エリア随筆』全4巻（チャールズ・ラム、藤巻明註釈、国書刊行会） 2014 - 2017
  - 『エリア随筆抄』（編訳、岩波文庫） 2022.10
- 『D・G・ロセッティ作品集』（松村伸一共編訳、岩波文庫） 2015
- 『カンタヴィルの幽霊 / スフィンクス』（オスカー・ワイルド、光文社古典新訳文庫） 2015
- 『小説ライムライト　チャップリンの映画世界』（チャールズ・チャップリン、デイヴィッド・ロビンソン解説、上岡伸雄共訳、集英社） 2017.1
- 『ケンジントン公園のピーター・パン』（J・M・バリー、光文社古典新訳文庫） 2017.5
- 『怪談』（ラフカディオ・ハーン、光文社古典新訳文庫） 2018.7
- 『英国怪談珠玉集』（編訳、国書刊行会） 2018.7
- 『紫の雲』（M・P・シール、アトリエサード、ナイトランド叢書） 2018.12
- 『消えた心臓 / マグヌス伯爵　好古家の怪談集』（M・R・ジェイムズ、光文社古典新訳文庫） 2020.6
- 『手招く美女 怪奇小説集』（オリヴァー・オニオンズ、高沢治, 館野浩美共訳、国書刊行会） 2022.2
- 『カーミラ レ・ファニュ傑作選』（J・S・レ・ファニュ、光文社古典新訳文庫） 2023.12

### アーサー・マッケン
- 『輝く金字塔』（アーサー・マッケン、国書刊行会、バベルの図書館） 1990
- 『白魔』（アーサー・マッケン、光文社古典新訳文庫） 2009
- 『アーサー・マッケン自伝』（国書刊行会） 2023.12

### ヒュー・ロフティング
- 『ガブガブの本 『ドリトル先生』番外篇』（ヒュー・ロフティング、国書刊行会） 2002
- 『ドリトル先生アフリカへいく』（ヒュー・ロフティング、集英社） 2008
- 『タブスおばあさんと三匹のおはなし』（ヒュー・ロフティング、集英社） 2010
- 『トミーとティリーとタブスおばあさん』（ヒュー・ロフティング、集英社） 2012

### G・K・チェスタトン
- 『木曜日だった男 一つの悪夢』（G・K・チェスタトン、光文社古典新訳文庫） 2008
- 『ブラウン神父の無心』（G・K・チェスタトン、坂本あおい共訳、ちくま文庫） 2012
- 『ブラウン神父の知恵』（G・K・チェスタトン、坂本あおい共訳、ちくま文庫） 2016.1
- 『詩人と狂人たち　ガブリエル・ゲイルの生涯の逸話』（G・K・チェスタトン、創元推理文庫） 2016.11
- 『ポンド氏の逆説 新訳版』（G・K・チェスタトン、創元推理文庫） 2017.10
- 『奇商クラブ 新訳版』（G・K・チェスタトン、創元推理文庫） 2018.11
- 『知りすぎた男』（G・K・チェスタトン、創元推理文庫） 2020.5
- 『裏切りの塔』（G・K・チェスタトン、創元推理文庫） 2021.5
- 『マンアライヴ』（G・K・チェスタトン、創元推理文庫） 2023.1

### ロバート・ルイス・スティーヴンソン
- 『新アラビア夜話』（スティーヴンスン、坂本あおい共訳、光文社古典新訳文庫） 2007
- 『爆弾魔 新アラビア夜話 続』（R・L・スティーヴンソン, ファニー・スティーヴンソン、国書刊行会） 2021.4
- 『臨海楼綺譚　新アラビア夜話 第2部』（スティーヴンスン、光文社古典新訳文庫） 2022.4

### アルジャノン・ブラックウッド
- 『地獄 英国怪談中篇傑作集』（ウォルター・デ・ラ・メーア, メイ・シンクレア, アルジャノン・ブラックウッド、坂本あおい共訳、メディアファクトリー） 2008
- 『秘書綺譚 ブラックウッド幻想怪奇傑作選』（アルジャーノン・ブラックウッド、光文社古典新訳文庫） 2012
- 『人間和声』（アルジャーノン・ブラックウッド、光文社古典新訳文庫） 2013

### H・P・ラブクラフト
- 『インスマスの影 クトゥルー神話傑作選』（H・P・ラヴクラフト、新潮文庫） 2019.7
- 『狂気の山脈にて クトゥルー神話傑作選』（ラヴクラフト、新潮文庫） 2020.12
- 『アウトサイダー クトゥルー神話傑作選』（ラヴクラフト、新潮文庫） 2022.7
- 『チャールズ・デクスター・ウォード事件』（ラヴクラフト、新潮文庫） 2025.4